# ده تركان (أشترينان)
ده ترکان (بالفارسية: ده ترکان) هي قرية تقع في إيران في قسم أشترینان الريفي. يقدر عدد سكانها بـ 1,202 نسمة .